# Burg Streitberg
Die Burg Streitberg ist eine abgegangene Burg im Flurbereich „Burgwiese“ zwischen dem unteren und oberen Streitberger Hof bei dem Ortsteil Stafflangen der Gemeinde Biberach an der Riß im Landkreis Biberach in Baden-Württemberg.
Die heute nicht mehr genau lokalisierbare Burg wurde vermutlich um 1200 erbaut, 1219 erwähnt und war im 13. bis 14. Jahrhundert namengebender Sitz der Herren von Streitberg. 1568 wurde die Burg als „Burgstall“ erwähnt.